# Каррерас, Энрике
Энри́ке Карре́рас (исп. Enrique Carreras, настоящее имя Энри́ке Са́нтес Море́льо исп. Enrique Santes Morello; 6 января 1925, Лима, Перу — 29 августа 1995, Буэнос-Айрес, Аргентина) — аргентинский и испанский режиссёр, сценарист, продюсер, актёр и художник.

## Биография
Родился в артистической семье. Его мать — актриса Мария Луиса Сантес (исп. María Luisa Santés). Братья Николас Каррерас (исп. Nicolás Carreras) и Луис Каррерас (исп. Luis Carreras) — продюсеры. Был женат на актрисе Мерседес Каррерас (исп. Mercedes Carreras). Три их дочери стали актрисами — Виктория (исп. Victoria Carreras), Мариса (исп. Marisa Carreras) и Мария (исп. Maria Carreras).
Виктория Каррерас сняла о своём отце фильм «Мерельо против Каррераса» (исп. Merello x Carreras)

## Избранная фильмография

### Режиссёр
- 1952 — Рука, которая сжимает / La mano que aprieta
- 1952 — Тётка Чарлея / La tía de Carlitos (по Брэндону Томасу)
- 1953 — Три мушкетера / Los tres mosquiteros (по Александру Дюма)
- 1953 — Ромео и Джульетта / Romeo y Julita (по Шекспиру)
- 1964 — Сбежавшие / Los evadidos
- 1965 — Моя первая девушка / Mi primera novia
- 1967 — Операция Сан-Антонио / Operación San Antonio
- 1968 — Брак по-аргентински / Matrimonio a la argentina
- 1968 — Парень такой же, как и я / Un muchacho como yo
- 1968 — Доброе сердце / Corazón contento (в советском прокате «Жених и невеста»)
- 1972 — Улыбка мамы / La sonrisa de mamá
- 1973 — Мне нравится эта девчонка / Me gusta esa chica
- 1974 — Я верю / Yo tengo fe
- 1975 — Супер-суперавантюра / La super, super aventura
- 1975 — Подсудимые / Las procesadas
- 1977 — Сумасшедшие женщины / Las locas
- 1988 — Особая привлекательность / Atracción peculiar
- 1988 — Профессор Панк / El profesor punk
- 1991 — Преступность в коррупции / Delito de corrupción

## Награды
- 1964 — номинация на Золотого Медведя 14-й Берлинского международного кинофестиваля («Сбежавшие»)
- 1977 — номинация на Золотой приз X Московского международного кинофестиваля («Сумасшедшие женщины»)